# Bangbayang (Tegal Buleud)
Bangbayang is een bestuurslaag in het regentschap Sukabumi van de provincie West-Java, Indonesië. Bangbayang telt 3282 inwoners (volkstelling 2010).